# Amauris latifascia
Amauris latifascia är en fjärilsart som beskrevs av Talbot 1940. Amauris latifascia ingår i släktet Amauris och familjen praktfjärilar. Inga underarter finns listade i Catalogue of Life.